# Belle Ayr Mine
Бель-Ейр (англ. Belle Ayr) — великий вугільний кар'єр в штаті Вайомінг, США. Видобуток вугілля з 1965.

## Характеристика
Розташований в межах вугільного басейну Паудер-Рівер (вугільне поле Кемпбелл). Вугленосність пов'язана з палеоценовими (Форт-Юніон) і еоценовими (Уосач) формаціями потужністю відповідно 500 і 200 м. Основні робочі пласти (Андерсон і Каньйон) сумарною потужністю до 40 м приурочені до формації Форт-Юніон. Розкривні породи потужністю 45-60 м. Вугілля суббітумінозне, зольність 4,4-7,9%, теплота згорання 18-22 МДж/кг. Запаси вугілля 336 млн т.

## Технологія розробки
Розробляється відкритим способом.
Гірничотранспортне обладнання: на розкритті — драґлайн, одноковшові екскаватори; на видобутку — роторний екскаватор, одноковшові екскаватори, бульдозери і фронтальні навантажувачі; транспорт — великовантажні автосамоскиди. Збагачення вугілля — сортуванням.